# جيمس روبسون
جيمس روبسون (بالإنجليزية: James Robson)‏ هو مؤرخ أمريكي، ولد في 1 ديسمبر 1965.